# Cmentarne wrota
Cmentarne wrota (ang. Cemetery Gates) – film fabularny (horror) produkcji amerykańskiej z 2006 roku.

## Zarys fabularny
Z tajnego laboratorium, w którym przeprowadzane są osnute tajemnicą eksperymenty na zwierzętach, ucieka diabeł tasmański, uprzednio mordując próbujących odratować go i inne przetrzymywane istoty ekologów. Bestia krwawo mści się za swoje krzywdy na każdym, kogo napotka na swojej drodze. Na okolicznym cmentarzu pojawia się grupa studentów, których celem jest nakręcenie filmu o zombie.

## Obsada
- Reggie Bannister jako Belmont
- Peter Stickles jako Hunter Belmont
- Aime Wolf jako doktor Christine Kollar
- Nicole DuPort jako Kym
- Kristin Novak jako August
- Ky Evans jako Tony
- John Thomas jako Enrique
- Chris Finch jako Matt
- Karol Garrison jako Earl Martin
- Bill Lloyd jako John Martin
- Greg McDonald (w czołówce jako G. Scott McDonald) jako Ben
- Stephen Van Dorn jako Alex
- Brad Carlson jako Brad